# Platymantis weberi
Platymantis weberi là một loài ếch trong họ Ranidae.
Loài này có ở Papua New Guinea và quần đảo Solomon.
Các môi trường sống tự nhiên của chúng là rừng ẩm vùng đất thấp nhiệt đới hoặc cận nhiệt đới, các đồn điền, vườn nông thôn, các vùng đô thị, và rừng trước đây suy thoái nghiêm trọng.